# خوسيه دولورس إسترادا
خوسيه دولورس إسترادا (بالإسبانية: José Dolores Estrada Vado)‏ هو عسكري نيكاراغوي، ولد في 16 مارس 1792 في Nandaime ‏ في نيكاراغوا، وتوفي في 12 أغسطس 1869 في ماناغوا في نيكاراغوا.